# 内成棚田
内成棚田（うちなりたなだ）は、大分県別府市大字内成にある棚田。「日本の棚田百選」に大分県から6地区選出されている中の１つである。残りは、由布市の由布川奥詰、豊後大野市の軸丸北、玖珠町の山浦早水、宇佐市の両合、中津市の羽高の6ヵ所になる。「つなぐ棚田遺産」にも選出された。

## 地理
別府市の南方、由布市挾間町に隣接、由布川が作った渓谷の標高差約130m～300mの急傾斜地を利用した棚田。由布川奥詰の棚田も近くにある。

## 歴史
戦国時代から江戸時代にかけて開拓された。面積は42余ha、水田およそ1000枚を60戸で維持している。景観を維持するために地域に「内成棚田の会」と呼ばれる、地域住民主体の部会を設け、景観保護に努めている。

## 交通アクセス
- JR九州別府駅より車で20分[4]
- 別府市コミュニティバス内成棚田線・かいがけ行き「別府駅」より40分「梶原」下車[5]（令和6年9月30日までの実証運行[6]）

## 近在の観光スポット
- 内成棚田展望所
- 水無の滝
- 由布川渓谷自然公園